# Mejor Equipo de la Década 2000-2010 de la Euroliga

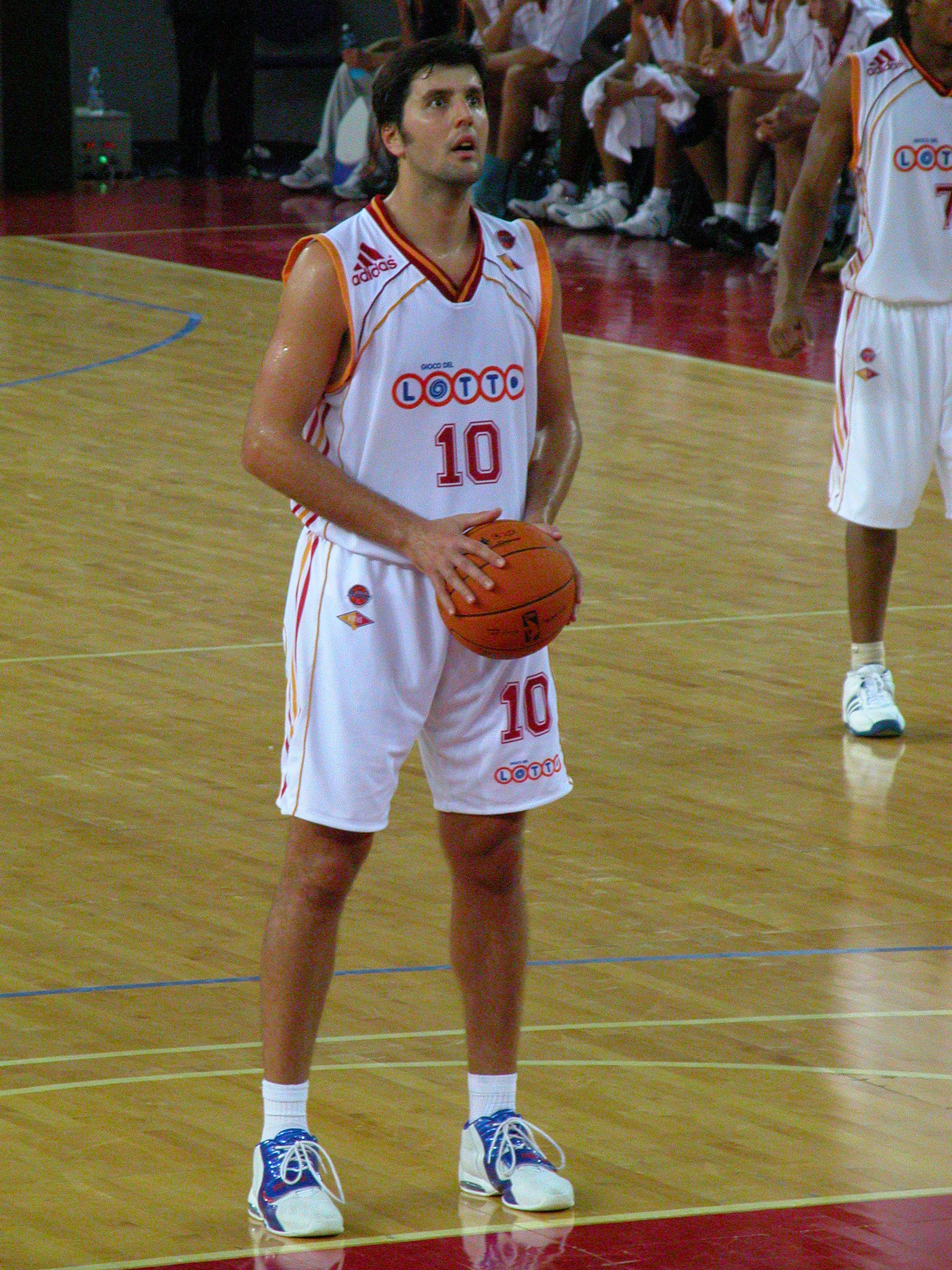
Euroliga

El Mejor Equipo de la Década de la Euroliga es un premio que se dio en 2010 a los 10 mejores jugadores de baloncesto de la ULEB de la década de 2000-2010.
La lista partía de 50 candidatos de los que quedarían 10 finalmente.

## Nominados
Los 50 nominados para el mejor equipo fueron:

| - Fragiskos Alvertis - David Andersen - Gianluca Basile - Maceo Baston - Mike Batiste - Tanoka Beard - Sani Bečirovič - Elmer Bennett - Joseph Blair - Dejan Bodiroga - Marcus Brown - Louis Bullock - Dimitris Diamantidis - Tyus Edney - Alphonso Ford - Antonis Fotsis - Gregor Fučka - Jorge Garbajosa - Manu Ginóbili - J.R. Holden - Marko Jarić - Šarūnas Jasikevičius - Michalis Kakiouzis - İbrahim Kutluay - Jaka Lakovič | - Trajan Langdon - Erazem Lorbek - Arvydas Macijauskas - Denis Marconato - Terrell McIntyre - Juan Carlos Navarro - Andrés Nocioni - Theo Papaloukas - Anthony Parker - Nikola Peković - Pablo Prigioni - Igor Rakočević - Antoine Rigaudeau - Arvydas Sabonis - Luis Scola - Derrick Sharp - Ramūnas Šiškauskas - Matjaž Smodiš - Vassilis Spanoulis - Tiago Splitter - Dejan Tomašević - Mirsad Türkcan - David Vanterpool - Miloš Vujanić - Nikola Vujčić |

## Elegidos
El equipo se decidió con el 25% de los votos de los fanes y el 75% de votos de prensa, jugadores y entrenadores:

- Dejan Bodiroga
- Dimitris Diamantidis
- / J.R. Holden
- Šarūnas Jasikevičius
- Trajan Langdon
- Juan Carlos Navarro
- Theo Papaloukas
- Anthony Parker
- Ramūnas Šiškauskas
- Nikola Vujčić